# The Pretty Maid
The Pretty Maid (em tradução livre A empregada bonita) é um quadro do pintor francês Léon Comerre, que se encontra em coleção privada.